# Степное (Винницкая область)
Степное (укр. Степне) — посёлок, входит в Черневецкий район Винницкой области Украины.
Население по переписи 2001 года составляло 129 человек. Почтовый индекс — 24133. Телефонный код — 4357. Занимает площадь 0,597 км². Код КОАТУУ — 524984803.

## Местный совет
24133, Вінницька обл., Чернівецький р-н, с.Моївка, вул.Леніна,23